# Філіація
Філіація (лат. filius – син) — поняття, пов'язане зі спадковістю, тяглістю.

## У соціології
Філіація — зв'язок, спадковість, розвиток і розчленування чогось у спадковому зв'язку (наприклад, філософських ідей). 

## У праві
Філіація — набуття громадянства при народженні. 
Виділяють дві форми філіації:
- За принципом крові — дитина отримує громадянство від батьків незалежно від місця народження, якщо його батьки (або один з батьків) мають громадянство даної країни.
- За принципом ґрунту (землі) — дитина отримує громадянство держави, на території якої народилась.

## В етнографії
Філіація – звичаї, характерні для суспільств на ранніх ступенях розвитку, відповідно до яких походження дітей фіксують винятково за батьківською чи материнською лінією. 